# داريل إيمبي
داريل إيمبي (بالإنجليزية: Daryl Impey) ولد بتاريخ 6 ديسمبر 1984 في جوهانسبرغ، هو دراج جنوب أفريقي في صنف سباق الدراجات على الطريق. شارك في دورة الألعاب الأولمبية الصيفية.

## سباقات أو مراحل فاز بها
| التاريخ        | السباق                                           | المركز                                                                 |
| -------------- | ------------------------------------------------ | ---------------------------------------------------------------------- |
| 10 نوفمبر 2006 | 2006 African Road Cycling Championships Men ITT  |                                                                        |
| 01 يناير 2007  | Amashova Durban Classic 2007                     |                                                                        |
| 05 مارس 2009   | Giro del Capo 2009                               |                                                                        |
| 19 أبريل 2009  | طواف تركيا 2009                                  |                                                                        |
| 26 فبراير 2011 | طواف جنوب إفريقيا 2011                           |                                                                        |
| 03 أبريل 2011  | Tour du Maroc 2011                               |                                                                        |
| 21 أغسطس 2011  | طواف فاتينفول 2011                               | المرتبة 20 في التصنيف العام                                            |
| 07 أبريل 2012  | طواف إقليم الباسك 2012                           | الثامن في تصنيف النقاط                                                 |
| 18 أغسطس 2013  | طواف إينكو 2013                                  | الخامس في التصنيف العام                                                |
| 26 يناير 2014  | داون أندر 2014                                   | السابع في التصنيف العام                                                |
| 07 سبتمبر 2014 | طواف ألبرتا 2014                                 |                                                                        |
| 25 يناير 2015  | داون أندر 2015                                   | الأول في تصنيف النقاط، السابع في التصنيف العام                         |
| 05 أبريل 2015  | فولتا لا ريوخا 2015                              |                                                                        |
| 11 فبراير 2016 | بطولة جنوب أفريقيا لسباق الدراجات ضد الساعة 2016 |                                                                        |
| 21 يناير 2018  | داون أندر 2018                                   | الأول في التصنيف العام، الرابع في تصنيف النقاط، السادس في تصنيف الجبال |
| 10 يونيو 2018  | سباق دوفين للدراجات 2018                         | الأول في تصنيف النقاط                                                  |
| 01 يناير 2019  | طواف إفريقيا للدراجات 2019                       |                                                                        |
| 20 يناير 2019  | داون أندر 2019                                   | الأول في التصنيف العام، الرابع في تصنيف النقاط                         |
| 02 مارس 2019   | طواف الإمارات 2019                               |                                                                        |
| 02 مارس 2019   | طواف نيوشبلاد 2019                               |                                                                        |
| 18 أغسطس 2019  | جولة ركوب الدراجات التشيكية 2019                 | الأول في التصنيف العام، الأول في تصنيف النقاط                          |
| 01 يناير 2020  | طواف إفريقيا للدراجات 2020                       |                                                                        |

## الميداليات
| الميدالية | المسابقة                                    |
| --------- | ------------------------------------------- |
| فضية      | بطولة العالم لسباق الدراجات على الطريق 2013 |

## وصلات خارجية
- داريل إيمبي على موقع الاتحاد الدولي للدراجات (الإنجليزية)
- داريل إيمبي على موقع أرشيف الدراجات (الإنجليزية)
- داريل إيمبي على موقع إحصائيات الدراجات الإحترافية (الإنجليزية)
- داريل إيمبي على موقع نسبة الدراجات (الإنجليزية)
- داريل إيمبي على موقع CycleBase (الإنجليزية)
- داريل إيمبي على موقع أوليمبيديا (الإنجليزية)
- داريل إيمبي على موقع اتحاد ألعاب الكومنولث (مؤرشف) (الإنجليزية)
- الموقع الرسمي